# El Llanito, Guanajuato
El Llanito är en ort i Mexiko.   Den ligger i kommunen San Luis de la Paz och delstaten Guanajuato, i den centrala delen av landet, 250 km nordväst om huvudstaden Mexico City. El Llanito ligger 1 991 meter över havet och antalet invånare är 209.
Terrängen runt El Llanito är huvudsakligen platt, men österut är den kuperad. Runt El Llanito är det ganska tätbefolkat, med 62 invånare per kvadratkilometer. Närmaste större samhälle är San Luis de la Paz, 19,4 km nordost om El Llanito. Trakten runt El Llanito består till största delen av jordbruksmark.